# Prachya Hong-in
Prachya Hong-in (thailändisch ปรัชญา หงษ์อินทร์, * 14. Juni 1983 in Lop Buri) ist ein ehemaliger thailändischer Fußballspieler.

## Karriere
Prachya Hong-in stand von 2006 bis 2009 beim Sisaket FC unter Vertrag. Der Verein aus Sisaket spielte 2007 in der zweiten Liga, der Thai Premier League Division 1. Ende 2007 stieg er mit Sisaket in die dritte Liga ab. 2009 stieg er direkt wieder in die zweite Liga auf. 2009 wurde er mit Sisaket Tabellendritter der zweiten Liga und stieg in die erste Liga auf. Nach dem Aufstieg verließ er Sisaket und wechselte nach Nakhon Pathom. Hier schloss er sich dem Zweitligisten Nakhon Pathom United FC an. 2012 unterschrieb er einen Vertrag beim Erstligisten Pattaya United FC im Seebad Pattaya. Für Pattaya absolvierte er drei Erstligaspiele. Die Rückserie 2013 wurde er an den Zweitligisten Trat FC nach Trat ausgeliehen. Nachdem Pattaya Ende 2013 in die zweite Liga abgestiegen war, verpflichtete ihn Anfang 2014 der Zweitligist Phuket FC. Nach der Hinrunde ging er wieder zu seinem ehemaligen Verein Nakhon Pathom United FC. Bei dem Zweitligisten stand er bis Ende 2015 unter Vertrag.
Am 1. Januar 2016 beendete er seine Karriere als Fußballspieler.